# Aaron Russell

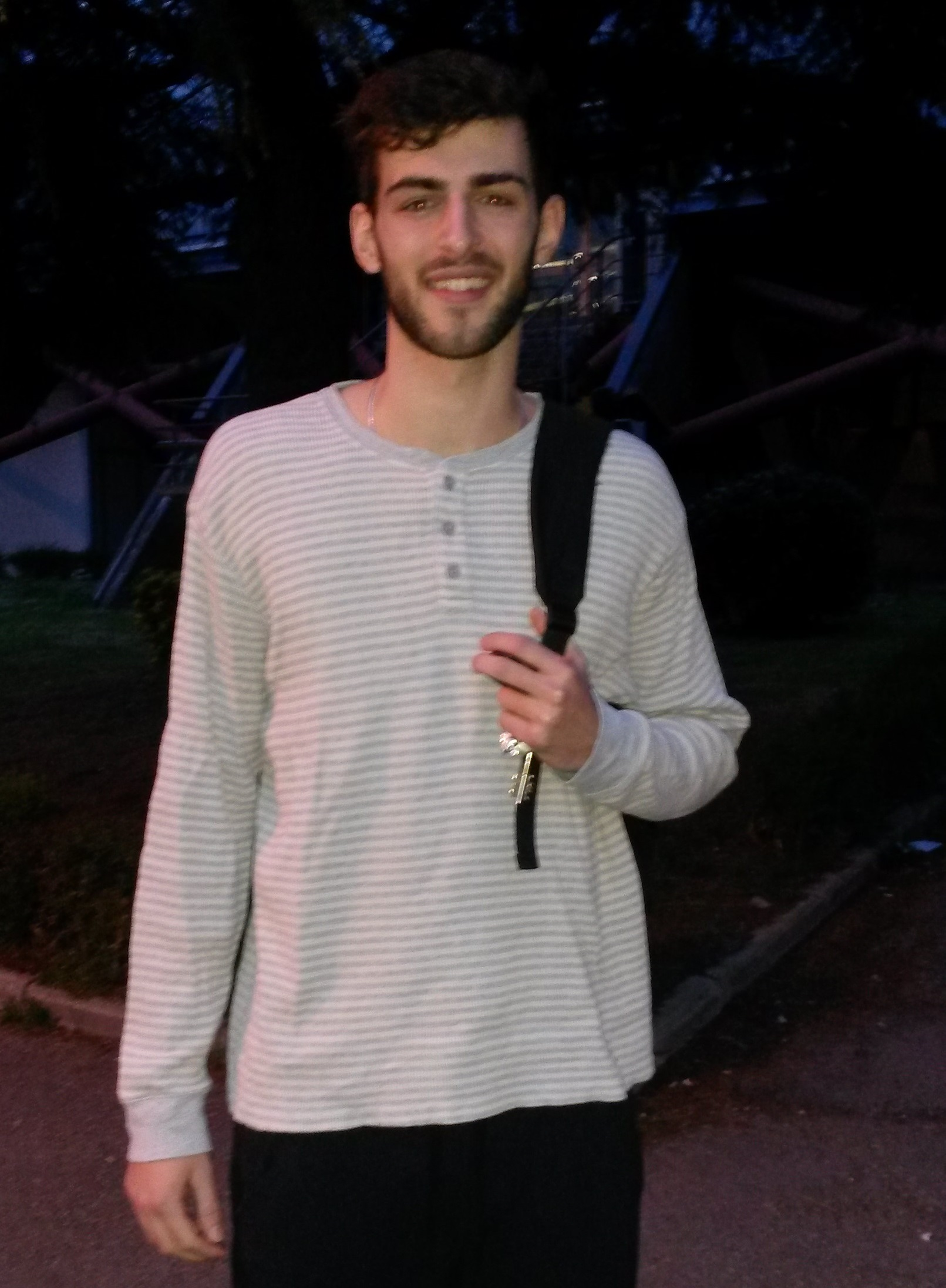
Aaron Russell w kwietniu 2016 roku

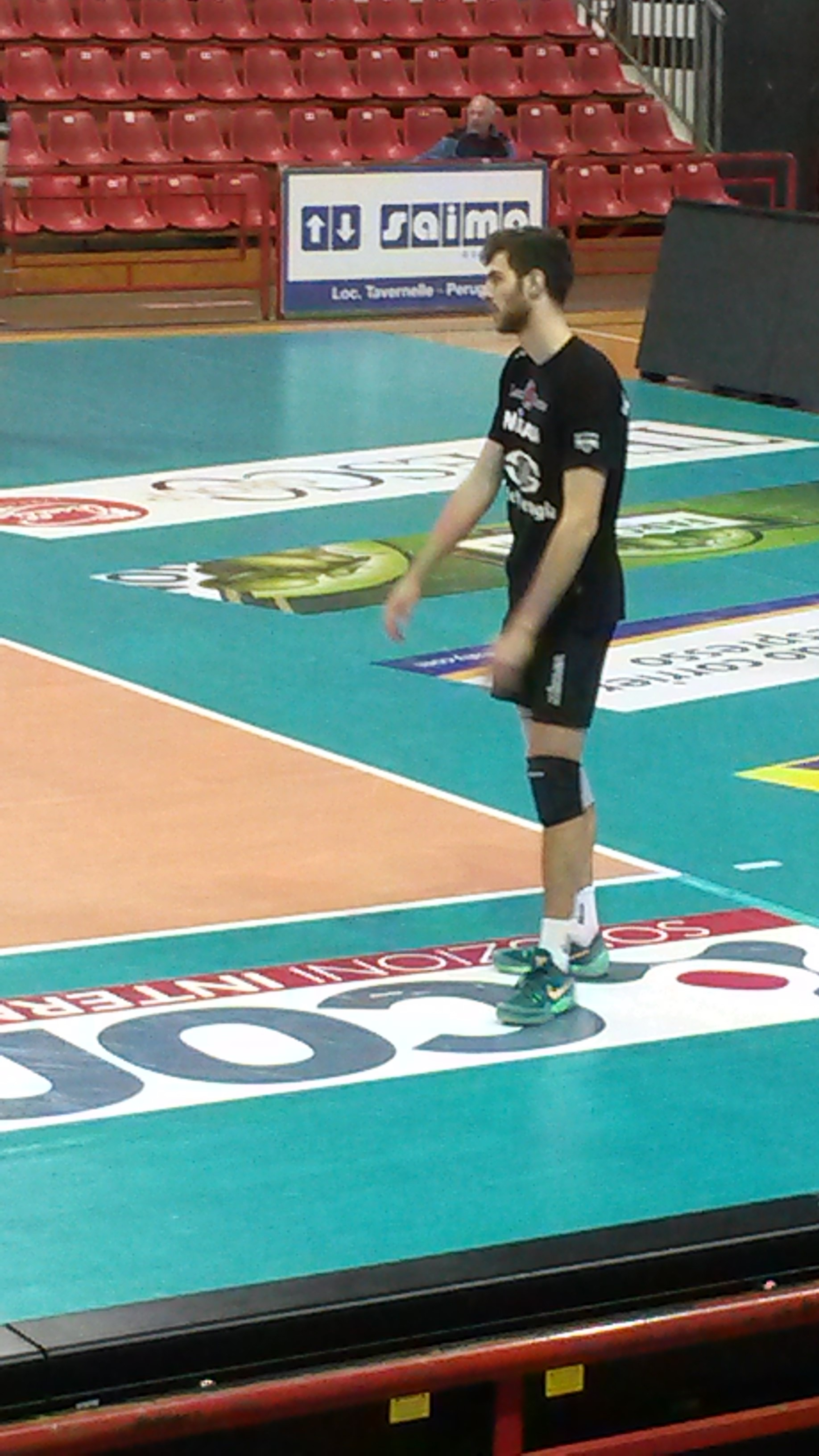
Aaron Russell podczas treningu w drużynie Sir Safety Perugia w kwietniu 2016 roku

Aaron Russell (ur. 4 czerwca 1993 w Baltimore) – amerykański siatkarz, grający na pozycji przyjmującego, reprezentant Stanów Zjednoczonych.
Jego bracia Peter, Paul, Samuel i Timothy, również grali w siatkówkę. Jego ojciec Stewart był siatkarzem drużyny Penn State Nittany Lions i studentem Uniwersytetu Stanu Pensylwania, gdzie m.in. był również trenerem, gdy Aaron w latach 2011-2015 był zawodnikiem uniwersyteckiej drużyny z Pensylwanii.
Jego ulubionym przedmiotem w szkole była historia. Lubi też poznawać historię innych państw.
W wieku 16 lat zaczął trenować siatkówkę.
Na Uniwersytecie Pensylwanii studiował komercyjne zarządzanie rekreacją. Lubi grać na perkusji i bongosach.
W 2017 roku poślubił swoją narzeczoną Kendall. W lutym 2024 roku urodziła im się córeczka o imieniu Rylee Ena. Drugie jej imię Ena oznacza po japońsku "Dar od Boga", gdyż podczas porodu żony nastąpiły pewne komplikacje.

## Sukcesy klubowe
Liga włoska:
- 2018
- 2016
- 2017

Liga Mistrzów:
- 2017, 2025[12]
- 2018

Superpuchar Włoch:
- 2017

Puchar Włoch:
- 2018

Klubowe Mistrzostwa Świata:
- 2018

Puchar CEV:
- 2019

Superpuchar Polski:
- 2024[13]

Liga polska:
- 2025[14]

## Sukcesy reprezentacyjne
Mistrzostwa Ameryki Północnej, Środkowej i Karaibów Kadetów:
- 2010

Puchar Panamerykański Kadetów:
- 2011

Liga Światowa:
- 2015

Puchar Świata:
- 2015
- 2019

Igrzyska Olimpijskie:
- 2016, 2024[15]

Mistrzostwa Ameryki Północnej, Środkowej i Karaibów:
- 2017, 2023[16]

Liga Narodów:
- 2019, 2022[17], 2023[18]
- 2018

Mistrzostwa Świata:
- 2018

## Nagrody indywidualne
- 2010: Najlepszy blokujący Mistrzostw Ameryki Północnej, Środkowej i Karaibów Kadetów
- 2016: Najlepszy przyjmujący Igrzysk Olimpijskich w Rio de Janeiro
- 2017: Najlepszy przyjmujący Mistrzostw Ameryki Północnej, Środkowej i Karaibów
- 2017: MVP Superpucharu Włoch
- 2018: MVP Klubowych Mistrzostw Świata
- 2024: MVP Superpucharu Polski[19]